# Zamach na Mohameda Nasheeda
Zamach na Mohameda Nasheeda – próba zamachu na malediwskiego spikera Madżlisu Ludowego i byłego prezydenta w dniu 6 maja 2021 roku, w pobliżu jego domu w Malé. O godzinie 20:39 czasu polskiego (UTC+5) eksplodował ładunek wybuchowy domowej roboty podłożony na zaparkowanym motocyklu, raniąc Nasheeda i cztery inne osoby. Władze Malediwów utrzymywały, że był to atak terrorystyczny przeprowadzony przez religijnych „ekstremistów”. Zatrzymano trzech podejrzanych. Aresztowani podejrzani zaprzeczyli, jakoby byli zaangażowani. Wszyscy trzej byli w przeszłości karani.

## Zamach
Do eksplozji doszło 6 maja 2021 roku, kiedy Nasheed wsiadał do swojego samochodu. Odniósł obrażenia i przeszedł operację w szpitalu ADK. Rannych zostało także dwóch ochroniarzy Nasheeda i dwie przypadkowe osoby, z których jedna była obywatelem brytyjskim. Nikt nie przyznał się do ataku.

## Dochodzenia
Komisarz policji Mohamed Hameed powiedział, że w celu zbadania sprawy wysłano 450 funkcjonariuszy. W dochodzenie miało być zaangażowanych dwóch ekspertów z australijskiej policji federalnej. Był to drugi raz, kiedy władze australijskie pomogły Malediwom w rzekomej próbie zamachu, po dochodzeniu przeprowadzonym w 2015 r. w sprawie eksplozji łodzi motorowej ówczesnego prezydenta Abdulli Yameena. Urzędnicy Biura Narodów Zjednoczonych ds. Narkotyków i Przestępczości oraz Departament Stanu Stanów Zjednoczonych także zaoferowały wsparcie. Urzędnicy bliscy Malediwskiej Partii Demokratycznej (MDP) Nasheeda powiedzieli Agence France-Presse (AFP), że według nich mógł on stać się celem w odwecie za swoją kampanię antykorupcyjną.

## Ofiary wypadku
Nasheed przeszedł 16-godzinną operację z powodu urazów głowy, klatki piersiowej, brzucha i kończyn. Podczas operacji usunięto wiele odłamków, w tym jeden utkwiony centymetr od serca. Agence France-Presse poinformowała również, że bomba została wypełniona łożyskami kulkowymi, aby zwiększyć spowodowane zniszczenia. Do 8 maja stan Nasheeda poprawił się i można było go odłączyć od aparatury podtrzymującej życie, chociaż pozostawał na intensywnej terapii. Jego stan był stabilny, a po wielu operacjach wracał do zdrowia. Szpital leczący byłego prezydenta podał, że 7 maja znajduje się on w stanie krytycznym na oddziale intensywnej terapii po operacji głowy, klatki piersiowej, brzucha i kończyn.

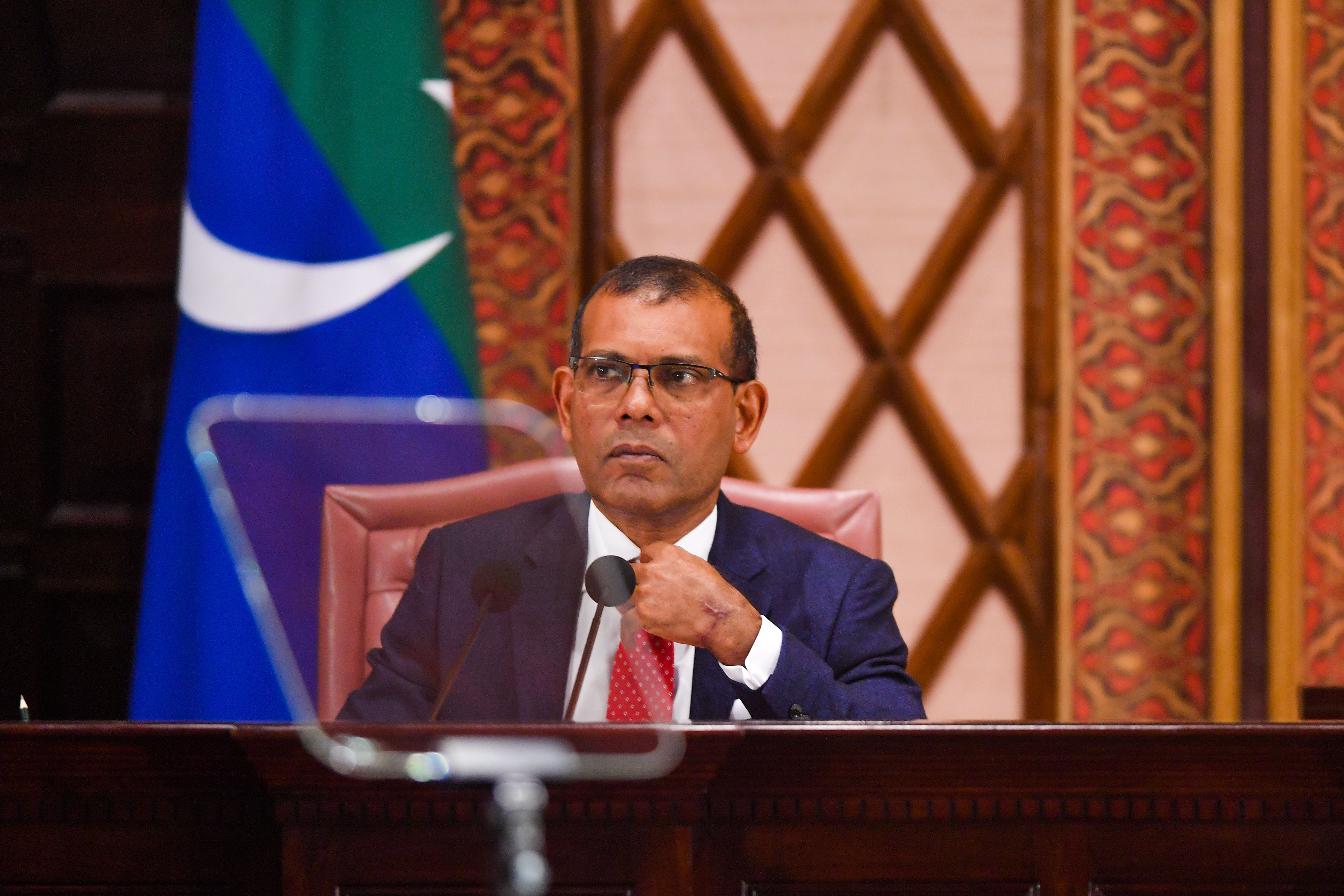
Nasheed po powrocie do parlamentu